# Alcsútdoboz
Alcsútdoboz is een plaats (község) en gemeente in het Hongaarse comitaat Fejér. Alcsútdoboz telt 1504 inwoners (2001).